# Léo Scienza
Leonardo "Léo" Weschenfelder Scienza (* 13. září 1998) je brazilský profesionální fotbalista, který hraje na pozici ofenzivního záložníka za německý klub 1. FC Heidenheim.

## Klubová kariéra
V roce 2019 se Scienza upsal švédskému týmu Fanna BK. V roce 2020 přestoupil do Schalke 04 II. V roce 2022 podepsal smlouvu s klubem 1. FC Magdeburg. Dne 16. července 2022 debutoval Scienza za Magdeburg při prohře 1:2 s Fortunou Düsseldorf.
Dne 23. května 2024 podepsal Scienza tříletou smlouvu s bundesligovým klubem 1. FC Heidenheim. Smlouva začala platit v červenci 2024.

## Statistiky

### Klubové
Platí k zápasu hranému 21. září 2024.
| Klub               | Sezóna            | Liga                        | Liga   | Liga | Státní liga | Státní liga | Národní pohár | Národní pohár | Ostatní | Ostatní | Celkově | Celkově |
| Klub               | Sezóna            | Soutěž                      | Zápasy | Góly | Zápasy      | Góly        | Zápasy        | Góly          | Zápasy  | Góly    | Zápasy  | Góly    |
| ------------------ | ----------------- | --------------------------- | ------ | ---- | ----------- | ----------- | ------------- | ------------- | ------- | ------- | ------- | ------- |
| Lajeadense         | 2018              | Campeonato Gaúcho           | —      | —    | 2           | 0           | —             | —             | —       | —       | 2       | 0       |
| Fanna              | 2019              | Division 3                  | 18     | 10   | —           | —           | 0             | 0             | —       | —       | 18      | 10      |
| Fanna              | 2020              | Division 2                  | 3      | 2    | —           | —           | 0             | 0             | —       | —       | 3       | 2       |
| Fanna              | Celkově           | Celkově                     | 21     | 12   | —           | —           | 0             | 0             | —       | —       | 21      | 12      |
| Schalke 04 II      | 2020/21           | Regionalliga West           | 23     | 4    | —           | —           | —             | —             | —       | —       | 23      | 4       |
| Schalke 04 II      | 2021/22           | Regionalliga West           | 36     | 11   | —           | —           | —             | —             | —       | —       | 36      | 11      |
| Schalke 04 II      | Celkově           | Celkově                     | 59     | 15   | —           | —           | —             | —             | —       | —       | 59      | 15      |
| 1. FC Magdeburg    | 2022/23           | 2. Bundesliga               | 11     | 0    | —           | —           | 1             | 0             | —       | —       | 12      | 0       |
| 1. FC Magdeburg II | 2022/23           | Verbandsliga Sachsen-Anhalt | 10     | 13   | —           | —           | —             | —             | —       | —       | 10      | 13      |
| SSV Ulm            | 2023/24           | 3. Liga                     | 34     | 12   | —           | —           | 0             | 0             | —       | —       | 34      | 12      |
| 1. FC Heidenheim   | 2024/25           | Bundesliga                  | 4      | 1    | —           | —           | 1             | 0             | 2       | 0       | 7       | 1       |
| Celkově v kariéře  | Celkově v kariéře | Celkově v kariéře           | 139    | 53   | 2           | 0           | 2             | 0             | 2       | 0       | 145     | 53      |